# Radenska

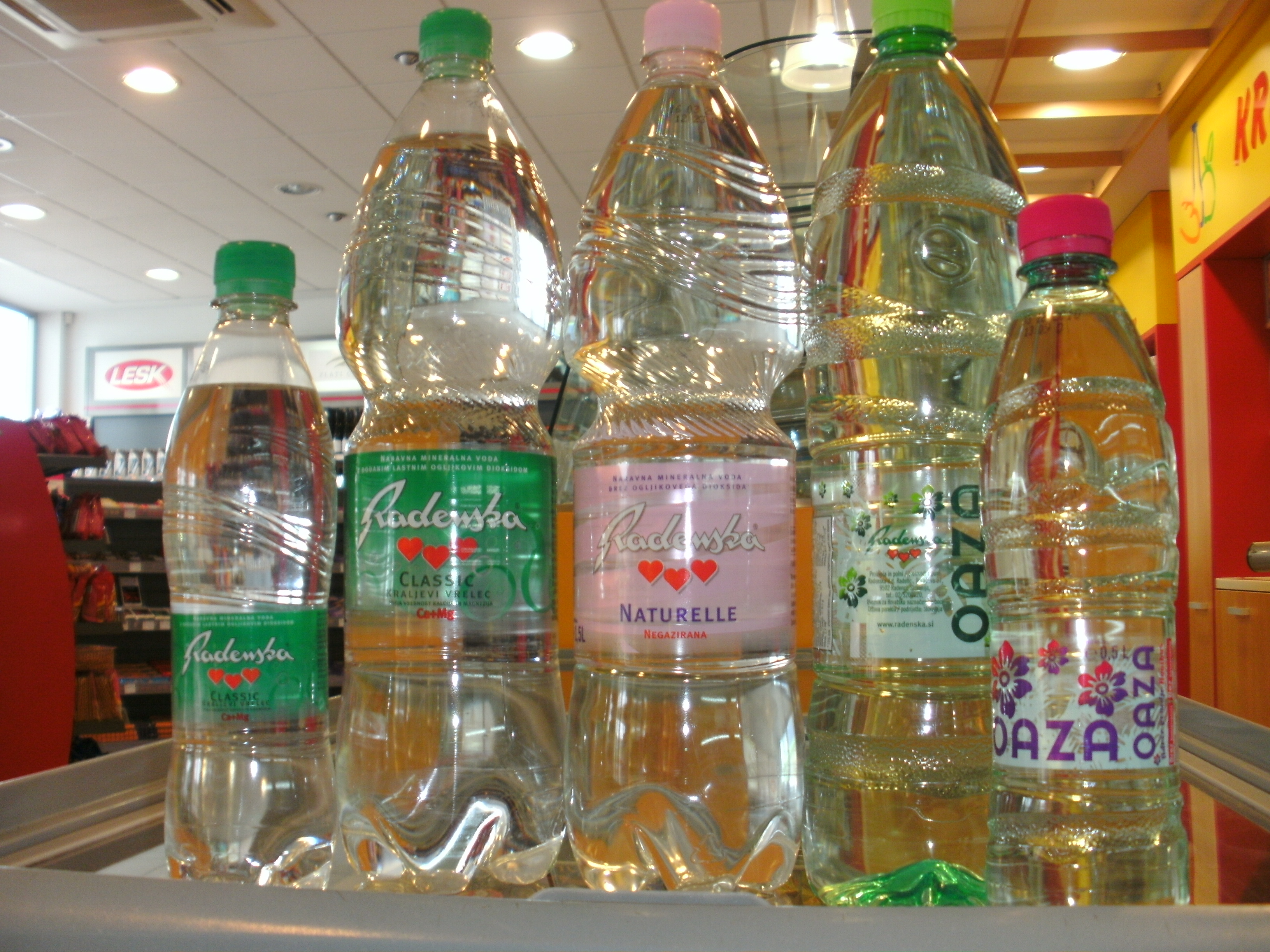

Radenska – woda mineralna naturalnie nasycona dwutlenkiem węgla z Radenci w Słowenii (region Styria). 

## Historia
Wypływa ze źródeł, które odkrył w 1833 roku student medycyny Karol F. Henn (w 1865 nabył tu ziemię, a później założył uzdrowisko). Woda Radenska jest butelkowana od 1869, eksportowana do kilkudziesięciu państw (m.in. do Watykanu), w czasach austro-węgierskich była ceniona na cesarskim dworze. W 1923 oficjalnie uznano ją za wodę leczniczą, wpływającą korzystnie na ciśnienie krwi, trawienie, nerki i drogi moczowe. Często jest określana jako Radenska Tri srca od przyjętego w 1936 znaku towarowego z trzema serduszkami. 

W 1969, w związku z setną rocznicą napełnienia pierwszej butelki, zostało utworzone Muzeum Radenska poświęcone historii eksploatacji tej wody i rozwoju uzdrowiska, gdzie eksponowane są m.in. butelki z różnych epok i dawne urządzenia do butelkowania. 

## Skład mineralny
| Składniki             | Zawartość mg/l |
| --------------------- | -------------- |
| wapń (Ca2+)           | 220            |
| magnez (Mg2+)         | 95             |
| sód (Na+)             | 400            |
| potas (K+)            | 70             |
| wodorowęglany (HCO−3) | 2000           |
| siarczany (SO2−4)     | 72             |
| chlorki (Cl−)         | 44             |
| fluorki (F−)          | 0,35           |
| Razem                 | 2901,35        |

## Produkty
- spółka Radenska d.d. Radenci produkuje również inne napoje bezalkoholowe, m.in. Pepsi na słoweński rynek (od 1990) a także piwo (od przejęcia w 2000 spółki Pivovarna Laško)
- od 2008 właściwa woda mineralna Radenska sprzedawana jest jako Radenska Classic
- korzystając ze sprawdzonej marki firma produkuje też z logiem Tri srca wody stołowe: Radenska Light, Radenska Naturelle oraz wody smakowe pod nazwą Radenska Plus[4].